# Almicantarat

La esfera celeste con el cenit y el almucantarat marcados en rojo, el horizonte en verde, y el camino de una estrella o el sol en azul

La palabra almicántara o almicantarat, del árabe clásico almuqanṭarāt, es un sustantivo masculino (almicantarat), aunque puede utilizarse también con género femenino (almicántara), que sirve en astronomía para designar a cada uno de los círculos paralelos al horizonte que se suponen descritos en la esfera celeste para determinar la altura o la depresión de los astros. Dos estrellas que se encuentran en el mismo almicantarat tienen la misma altura (astronomía)

## Almicantarat del Sol
El almicantarat plano que contiene al Sol se utiliza en ingeniería ambiental para caracterizar la dispersión de los aerosoles. Para llevar a cabo la medidas se utiliza bien un espectrorradiómetro o bien un fotómetro y se toma a ambos lados del sol y en varios ángulos.
Existen varios modelos para obtener propiedades de los aerosoles del almicantarat del Sol. Los más relevantes han sido desarrollados por Oleg Dubovik (usado en la red AERONET de la NASA) y por Teruyuki Nakajima (llamado SKYRAD.PACK ).